# Autostrada A10 (Belgia)
Autostrada A10 (flam. Autosnelweg A10, fr. Autoroute A10) – autostrada w Belgii w ciągu trasy europejskiej E40.
Autostrada łączy Brukselę z Gandawą, Brugią i portem w Ostendzie. Jest główną drogą umożliwiającą dojazd ze stolicy Belgii nad Morze Północne, dzięki czemu pełni ważną rolę turystyczną.